# إيكاتيرينا كوزيريفا
إيكاترينا فلاديميروفنا كوزيرفا (الروسية: Екатерина Владимировна Козырева) (الروسية: Ekaterina Vladimirovna Kozyreva من مواليد 16 فبراير 1993) متزلجة روسية سابقة . حصلت على الميدالية الفضية في عام 2009 من سبين الذهبي في زغرب والبرونزية في سباق الجائزة الكبرى للشباب لعام 2006 الذي أقيم في ميركوريا تشيوك، رومانيا. كانت ثاني بديل لنهائي بطولة جراند جونيور 2006.

## روابط خارجية
- إيكاتيرينا كوزيريفا في الاتحاد الدولي للتزلج